# Matías Machado
Matías Machado (Apóstoles, Misiones, Argentina; 6 de junio de 2001) es un futbolista argentino. Juega de mediocampista y su equipo actual es Racing de Córdoba, de la Primera Nacional de Argentina.
Además de su posición en el mediocampo, puede desempeñarse en la defensa ya sea como defensor central o lateral por la derecha.

## Trayectoria
Surgido de Tigre, donde realizó todas las divisiones formativas, en 2022 Matías Machado fue cedido a préstamo, por tres temporadas, a Colegiales de la Primera B Metropolitana, haciendo su debut en el club, y profesional, el 18 de junio de ese año, en la derrota 1 a 0 frente Acassuso, por la fecha 2 del Torneo Clausura de la liga de ascenso.
El 2024, último año en Colegiales, fue el más destacado en el club, convirtiendo 9 goles en 36 partidos y siendo una parte fundamental del plantel que logró el Campeonato de Primera B 2024 y el ascenso a la Primera Nacional. Su carrera con el conjunto de Munro culminó con 9 goles anotados en 75 partidos disputados.
Para 2025 se une a Racing de Córdoba, de la Primera Nacional.

## Estadísticas

### Clubes
Actualizado hasta su último partido disputado el 3 de agosto de 2025.
| Club                        | Div.          | Temporada     | Liga  | Liga  | Copas nacionales | Copas nacionales | Torneos internacionales | Torneos internacionales | Total | Total |
| Club                        | Div.          | Temporada     | Part. | Goles | Part.            | Goles            | Part.                   | Goles                   | Part. | Goles |
| --------------------------- | ------------- | ------------- | ----- | ----- | ---------------- | ---------------- | ----------------------- | ----------------------- | ----- | ----- |
| C. A. Colegiales Argentina  | 3.ª           | 2022          | 16    | 0     | —                | —                | —                       | —                       | 16    | 0     |
| C. A. Colegiales Argentina  | 3.ª           | 2023          | 23    | 0     | —                | —                | —                       | —                       | 23    | 0     |
| C. A. Colegiales Argentina  | 3.ª           | 2024          | 36    | 9     | —                | —                | —                       | —                       | 36    | 9     |
| C. A. Colegiales Argentina  | Total club    | Total club    | 75    | 9     | 0                | 0                | 0                       | 0                       | 75    | 9     |
| Racing de Córdoba Argentina | 2.ª           | 2025          | 21    | 5     | —                | —                | —                       | —                       | 21    | 5     |
| Racing de Córdoba Argentina | Total club    | Total club    | 21    | 5     | 0                | 0                | 0                       | 0                       | 21    | 5     |
| Total carrera               | Total carrera | Total carrera | 96    | 14    | 0                | 0                | 0                       | 0                       | 96    | 14    |
| 1. 2.                       |               |               |       |       |                  |                  |                         |                         |       |       |

## Palmarés

### Torneos nacionales
| Título    | Club             | País      | Año  |
| --------- | ---------------- | --------- | ---- |
| Primera B | C. A. Colegiales | Argentina | 2024 |